# Penisola Aspotogan
La penisola Aspotogan è una penisola della costa centro-atlantica della Nuova Scozia in Canada, si trova nella parte meridionale della Penisola della Nuova Scozia. Ricade nella parte sud-orientale della contea di Lunenburg, e separa la baia di St. Margarets a est dalla baia di Mahone a ovest. La penisola venne in principio colonizzata da coloni francesi di seconda generazione, che si stanziarono nella sua parte orientale, e da coloni tedeschi di seconda generazione nella sua parte occidentale. La pesca è tradizionalmente l'attività principale delle comunità che la abitano, ma hanno ricoperto un ruolo molto importante l'allevamento e la silvicoltura. Nel corso del XIX secolo fino all'inizio del XX secolo si svilupparono notevolmente anche il trasporto marittimo e la cantieristica navale.
| Controllo di autorità | VIAF (EN) 315528986 · LCCN (EN) sh2002003358 · J9U (EN, HE) 987007534791205171 |